# Belmont (línea Azul)
Belmont es una estación en la línea Azul del Metro de Chicago. La estación se encuentra localizada en 3355 West Belmont Avenue en Chicago, Illinois. La estación Belmont fue inaugurada el 1 de febrero de 1970.  La Autoridad de Tránsito de Chicago es la encargada por el mantenimiento y administración de la estación. De Belmont, los trenes operan en intervalos de 2–7 minutos durante las horas pico, y toman alrededor de 16 minutos para llegar a The Loop.

## Descripción
La estación Belmont cuenta con 1 plataforma central y 2 vías. 

## Conexiones
La estación es abastecida por las siguientes conexiones: 
- Rutas del CTA Buses: #77 Belmont #82 Kimball/Homan